# Asger Juul
Asger Callisen Juul (9. maj 1874 i Aarhus – 1. marts 1919) var en dansk organist og komponist, far til Stig Iuul, Ebbe Asgerssøn Juul, Flemming Asgerssøn Juul, Jon Asgerssøn Juul og Inge Hedevig Asgersdatter Juul.
Han blev født i Aarhus, men efter studentereksamen drog han til København for at studere medicin. Samtidig tog han dog klaverundervisning hos Gottfred Matthison-Hansen og studerede musikteori hos Tekla Griebel-Wandall og forlod efterhånden medicinstudiet til fordel for musikken. Han videreuddannede sig i Leipzig og lagde resten af livet sin største indsats i kirkemusikken. Fra 1905 var han musiklærer i København, men blev snart organist først ved Matthæuskirken i København og fra 1918 som kantor ved domkirken i Roskilde.
Han blev af sin samtid betragtet som en betydelig aktør på kirkemusikkens område, nærmest på højde med Thomas Laub, men han døde ret ung og hans efterladte musik og andre frembringelser har næppe efterladt noget varigt spor. Hans inspirationskilder var heller ikke de samme som Laubs. Juul vendte sit blik mod en af renæssancens berømte komponister, Palestrina, og lod sig inspirere af hans musik.

## Værkerne
Som ung skrev Asger Juul en del sange samt et par samlinger med klaverstykker. Men hans væsentligste værk er formodentlig Aandeligt Sangværk fra 1916 i 3 bind med 175 kirkemusik af alle arter. Han har dog også skrevet musik af mere verdslig karakter, f.eks. Verdens dejligste Rose, efter H.C. Andersen.